# 清水隆雄
清水 隆雄（しみず たかお）は、日本のゲームクリエイター。任天堂情報開発本部所属。任天堂東京製作部の設立に名乗りを上げ、2003年7月に小泉歓晃と共に東京製作部を立ち上げる。

## 主な作品

### ファミリーコンピュータ ディスクシステム
- ふぁみこんむかし話 新・鬼ヶ島 87.9.04（前編）・87.9.30（後編） 技術
- ふぁみこんむかし話 遊遊記 89.10.14（前編）・89.11.14（後編） 制作進行

### ファミリーコンピュータ
- 星のカービィ 夢の泉の物語 93.3.23 プロデューサー

### ゲームボーイ
- ドンキーコング 94.6.14 ディレクター

### スーパーファミコン
- ゼルダの伝説 神々のトライフォース 91.11.21 コーディネーター
- スターフォックス 93.2.21 サポート
- カービィボウル 94.9.21 コープロデューサー
- 星のカービィ スーパーデラックス 96.3.21 アドバイザー

### NINTENDO64
- スターフォックス64 97.4.27 ディレクター
- ポケモンスタジアム 98.8.1 ディレクター
- ポケモンスタジアム2 99.04.30 ディレクター
- ポケモンスタジアム金銀クリスタルバージョン 00.12.14 ディレクター

### ゲームボーイカラー
- ポケットモンスター クリスタル 00.12.14 モバイルスタジアムディレクター

### ニンテンドーゲームキューブ
- スーパーマリオサンシャイン 02.07.19 アシスタントディレクター
- ドンキーコングジャングルビート 04.12.16 プロデューサー

### Wii
- スーパーマリオギャラクシー 07.11.1 プロデューサー

### ニンテンドー3DS
- ゼルダの伝説 時のオカリナ 3D 11.6.16 プロデューサー
- ニンテンドー3DSガイド ルーヴル美術館 13.11.27 プロデューサー[1]

### ニンテンドークラシックミニ
- ニンテンドークラシックミニ ファミリーコンピュータ 16.11.10 ユーザーインターフェース[2]
- ニンテンドークラシックミニ スーパーファミコン 17.10.5 ユーザーインターフェース[2]